# Tunesische Beachhandball-Nationalmannschaft der Frauen
Die tunesische Beachhandball-Nationalmannschaft der Frauen repräsentiert den tunesischen Handballverband als Auswahlmannschaft Algeriens auf internationaler Ebene bei Länderspielen im Beachhandball. Tunesien stellt die bislang erfolgreichste und aktivste weibliche Beachhandball-Nationalmannschaft.
Eine als Unterbau fungierende die Nationalmannschaft der Juniorinnen wurde bislang noch nicht gegründet. Das männliche Pendant ist die Tunesische Beachhandball-Nationalmannschaft der Männer.

## Geschichte
Die tunesische Frauennationalmannschaft war nach der Nationalmannschaft Togos, die eigens gegründet wurde um 2001 als Afrikas Vertreter bei den World Games teilzunehmen, die zweite des afrikanischen Kontinents, die aufgestellt wurde. Mit der Teilnahme an den World Games 2013 war sie auch zwei Jahre eher international zum Einsatz gekommen, als die Nationalmannschaft der tunesischen Männer. Diese wurden erst für die ersten Mediterranean Beach Games 2015 aufgestellt, wo auch die Frauen ihr zweites internationales Turnier bestritten. Nachdem sie bei den World Games noch Achte und Letzte wurden, konnten sie bei den das Halbfinale erreichen und am Ende Vierte werden. Dieselbe Platzierung erreichte die Mannschaft auch 2019. Bislang ist Tunesien damit die einzige Mannschaft im Frauen-Wettbewerb dieses Multisport-Veranstaltung, die im Beachhandball das Halbfinale erreichte und nicht aus Europa kam.
2016 folgte die erste Teilnahme an Weltmeisterschaften, 2017 die erneute Teilnahme an den World Games. Mit den Rängen 12 und acht belegte Tunesien beide Male erneut die letzten Plätze. Dennoch konnte Tunesien auch bei diesen Turnieren Achtungserfolge erreichen, bei den Weltmeisterschaften 2016 etwa musste sich die Mannschaft nur denkbar knapp im Vorrundenspiel den Argentinierinnen geschlagen geben. Das Jahr 2019 brachte gleich drei Einsätze für die Mannschaft bei internationalen Turnieren. Zunächst startete sie bei den erstmals ausgetragenen African Beach Games. Das Turnier war das erste in der dieser Sportart, das in Afrika für Nationalmannschaften ausgerichtet wurde. Als einziges Team konnte Tunesien das in einem Ligasystem ausgespielte Turnier ungeschlagen beenden und gewann damit wie auch die tunesischen Männer den Titel. Nach Rang vier bei den Mediterranean Beach Games konnten die Tunesierinnen als über die African Beach Games qualifizierte Mannschaft an den ersten World Beach Games in Katar teilnehmen. Wie bei allen anderen Turnieren auf Weltebene wurde Tunesien auch hier als 12. Letzte.

## Trainer
Cheftrainer/-in
- 2019: Hajer Ben Moussa Ayari

## Teilnahmen
| World Games - 2001: nicht eingeladen - 2005: nicht eingeladen - 2009: nicht qualifiziert - 2013: 8. - 2017: 8. - 2022: nicht qualifiziert | World Beach Games - 2019: 12. - 2023: nicht qualifiziert African Beach Games - 2019: 1. - 2023: Mediterranean Beach Games - 2015: 4. - 2019: 4. - 2023: | Weltmeisterschaften - 2001: ausgefallen - 2004: nicht qualifiziert - 2006: nicht qualifiziert - 2008: nicht qualifiziert - 2010: nicht qualifiziert - 2012: nicht qualifiziert - 2014: nicht qualifiziert - 2016: 12. - 2018: nicht qualifiziert - 2020: nicht qualifiziert, abgesagt - 2022: nicht qualifiziert |

- WG 2013: Ines Ajroud • Safa Ameri • Awatef Chouchaine • Sinda Fadhloun • Ameni Jemmali • Mouna Jlezi • Amira Mosbani[6]

- MBG 2015: Safa Ameri • Boutheina Amiche • Siwar Ammar • Samira Arfaoui (TW) • Sinda Fadhloun • Ameni Jemmali • Leila Ourfelli (TW) • Amani Salmi[7]

- WM 2016: Safa Ameri • Boutheina Amiche • Samira Arfaoui (TW) • Senda Fahra Chekir • Sinda Fadhloun • Ameni Jemmali • Olfa Morjene • Manel Mrad • Leila Ourfelli (TW) • Hanen Romdhane[8]

- WG 2017: Safa Ameri • Boutheina Amiche • Samira Arfaoui (TW) • Senda Fahra Chekir • Sinda Fadhloun • Ameni Jemmali • Manel Mrad • Leila Ourfelli (TW) • Hanen Romdhane • Amani Salmi[9]

- ABG 2019: Safa Ameri • Boutheina Amiche • Siwar Ammar • Samira Arfaoui (TW) • Ameni Jemmali • Manel Mrad • Leila Ourfelli (TW) • Hanen Romdhane • Amani Salmi[10]

- MBG 2019: Safa Ameri • Samira Arfaoui (TW) • Amani Bagga • Jihen Ben Hrouz • Ameni Jemmali • Olfa Morjene • Manel Mrad • Leila Ourfelli (TW) • Hanen Romdhane • Amani Salmi

- WBG 2019: Safa Ameri • Siwar Ammar • Samira Arfaoui (TW) • Jihen Ben Hrouz • Ameni Jemmali • Olfa Morjene • Manel Mrad • Leila Ourfelli (TW) • Hanen Romdhane • Amani Salmi